# Janjero
XVe siècle – 1895
Entités suivantes :
- Abyssinie

Le royaume de Janjero, Djinjiro, Zingero, Gingero, Jinjer Shet' , Jīnjer Shet’ , Zingerò ou encore Zinjero, également connu sous le nom de royaume de Yamma, est un ancien État africain situé dans le sud-ouest de l'actuelle Éthiopie, bordé par les rivières Omo et Jimma Gibe, à l'ouest par le royaume de Jimma et au sud par le royaume de Garo. 
Les trois plus importantes montagnes à s'élever sur le territoire de cet ancien royaume sont le mont Bor Ama, le mont Azulu et le mont Toba. 

## Histoire
C'est sur la route d'Abelti (Abalti dans le récit), que Jules Borelli est attaqué, le 7 juin 1888 par des Zingero. Borelli le décrit comme un « petit territoire, baigné par l'Omo sur sa frontière orientale, est enclavé dans le royaume de Djimma ». 
Le royaume de Janjero a été intégré à l'empire abyssinien en 1894.
D'après Borelli, la langue parlée dans le Janjero était usitée uniquement dans ce royaume.